# 6-カルボキシヘキサン酸CoAリガーゼ
6-カルボキシヘキサン酸CoAリガーゼ(6-carboxyhexanoate-CoA ligase、EC 6.2.1.14)は、以下の化学反応を触媒する酵素である。
ATP + 6-カルボキシヘキサン酸 + CoA{\displaystyle \rightleftharpoons }AMP + 二リン酸 + 6-カルボキシヘキサン酸CoA
従って、この酵素の3つの基質はATPと6-カルボキシヘキサン酸とCoA、3つの生成物はAMPと二リン酸と6-カルボキシヘキサン酸CoAである。
この酵素は、リガーゼ、特に酸-チオールリガーゼに分類される。系統名は、6-カルボキシヘキサン酸:CoAリガーゼ(AMP生成)である。その他よく用いられる名前に、6-carboxyhexanoyl-CoA synthetase、pimelyl-CoA synthetase等がある。
この酵素は、ビオチンの代謝に関与している。